# 中居正広の土曜日な会
『中居正広の土曜日な会』（なかいまさひろのどようびなかい）は、テレビ朝日で2019年4月27日から2024年12月21日まで土曜昼に放送されていたニュース情報番組であり、中居正広の冠番組である。
番組開始から2022年3月26日までは『中居正広のニュースな会』（なかいまさひろのニュースなかい）、2022年4月2日から2023年12月23日までは『中居正広のキャスターな会』（なかいまさひろのキャスターなかい）、2024年1月13日から番組終了までは『中居正広の土曜日な会』のタイトルで放送されていた。『中居正広の土曜日な会』時代は30分拡大し11時30分からの放送開始（11時45分 - 12時は『ANNニュース』のため、一旦中断）となっていた。

## 概要
中居正広がキャスターを務め、1週間の話題の出来事をランキング形式で分かりやすく伝えていくといった内容であった。番組タイトルには中居と「な会」が掛かっている。
中居がテレビ朝日のニュース番組を担当するのは『サンデージャングル』以来、19年ぶりであった。また、テレビ朝日で土曜正午で1時間の情報番組を編成するのは『陽気にカプチーノ』以来22年ぶりであった。
撮って出しとして放送前日に収録したものを編集し放送していたが、まれに生放送で実施されることがあった。
2022年4月2日に番組タイトルを『中居正広のキャスターな会』に改題した。また、関東ローカルにおいて前座番組『ANNニュース』からCM（ステーションブレイク）なしで接続するようになった。
2022年8月からテレビ朝日ではカスタムフォントで時刻出しを開始した。
2023年6月24日には「緊急企画!!いま日本が危ない! 防犯知識をアップデート 全国統一防犯テストSP」と題したゴールデンSPを18:30 - 20:54に放送。
テレビ朝日に限り、エンディングトークの際に関東地方の天気予報を画面上部（時刻出しの右横に3か所ずつ）に表示していた。
2024年1月13日からは番組タイトルを『中居正広の土曜日な会』に変更すると共に、30分拡大し11時30分からの放送開始となった（11時45分 - 12時は『ANNニュース』のため、一旦中断）。

### 変遷
| 放送期間   | 放送期間   | タイトル                 | 放送時間（日本時間）        |
| ---------- | ---------- | ------------------------ | --------------------------- |
| 2019.04.27 | 2019.05.18 | 中居正広のニュースな会   | 土曜 12:00 - 13:00（60分）  |
| 2019.05.25 | 2020.03.28 | 中居正広のニュースな会   | 土曜 12:00 - 12:56（56分）  |
| 2020.04.04 | 2022.03.26 | 中居正広のニュースな会   | 土曜 12:00 - 13:26（86分）  |
| 2022.04.02 | 2023.12.23 | 中居正広のキャスターな会 | 土曜 12:00 - 13:26（86分）  |
| 2024.01.13 | 2024.12.21 | 中居正広の土曜日な会     | 土曜 11:30 - 13:26（101分） |

## 中居の女性トラブルと突然の番組終了
2024年12月下旬、一部週刊誌が中居の女性トラブルを報じ、その後2025年1月9日に中居が報道内容に関して声明を発表したが「今回の事態の真相に不明な部分がある」等として同年1月11日より当面の間放送を休止するとした。2025年1月22日、テレビ朝日は番組の終了（打ち切り）を発表した。結果的に2024年12月21日の放送が最終回となった。なお、番組終了発表の翌日である1月23日、中居は芸能界を引退した。
2025年4月から本番組の後番組として『ワイド!スクランブル サタデー』が放送開始。『ワイド!スクランブル』の土曜日版が放送されるのは、『サタデースクランブル』以来である。

## 出演者

### レギュラー
- 中居正広 - MC[注 3]
- 島本真衣（テレビ朝日アナウンサー） - 進行

### 準レギュラー
- 劇団ひとり - 会員[3]
- 古市憲寿 - 会員[3]
- 柳澤秀夫 - 解説員[3]
- 岸田雪子 - 解説員[3]

※基本的に劇団と古市はレギュラー出演。柳澤と岸田は不定期交代で出演。

### 不定期出演

#### 女性タレント
- 朝日奈央[注 4]
- 山之内すず
- 池田美優
- 谷まりあ
- 北原里英
- 岡本玲
- 大友花恋

ほか
※ゲストコメンテーターに近い位置づけでバラエティ番組のゲスト枠同様、旬の女性タレントが登用される確率が高い。

#### 男性タレント
- 伊集院光

ほか
※劇団または古市不在時に出演する場合が多い。

## ネット局
- 全編ローカルセールス枠のため、テレビ朝日以外の通常時同時ネット局でも編成の都合により、臨時に×または時差ネットとする場合があった。
- 放送時間について
  - ○…同時ネット
  - ×…非ネット

番組打ち切り時点
| 放送対象地域   | 放送局                       | 系列           | ネット開始月                   | 放送時間（JST）    | 放送時間（JST）    | 備考               |
| 放送対象地域   | 放送局                       | 系列           | ネット開始月                   | 土曜 11:30 - 11:45 | 土曜 12:00 - 13:26 | 備考               |
| -------------- | ---------------------------- | -------------- | ------------------------------ | ------------------ | ------------------ | ------------------ |
| 関東広域圏     | テレビ朝日（EX）             | テレビ朝日系列 | 2019年4月27日 - 2024年12月21日 | ○                  | ○                  | 【制作局】         |
| 北海道         | 北海道テレビ（HTB）          | テレビ朝日系列 | 2019年4月27日 - 2024年12月21日 | ×                  | ○                  | [ 注 5 ]           |
| 秋田県         | 秋田朝日放送（AAB）          | テレビ朝日系列 | 2020年4月4日 - 2024年12月21日  | ×                  | ○                  | [ 15 ]             |
| 福島県         | 福島放送（KFB）              | テレビ朝日系列 | 2021年10月9日 - 2024年12月21日 | ○                  | ○                  | [ 注 6 ]           |
| 石川県         | 北陸朝日放送（HAB）          | テレビ朝日系列 | 2024年10月5日 - 12月21日       | ×                  | ○                  |                    |
| 中京広域圏     | 名古屋テレビ（メ〜テレ/NBN） | テレビ朝日系列 | 2020年10月3日 - 2024年12月21日 | ×                  | ○                  | [ 注 7 ]           |
| 近畿広域圏     | 朝日放送テレビ（ABC TV）     | テレビ朝日系列 | 2019年5月4日 - 2024年12月21日  | ○                  | ○                  | [ 注 8 ] [ 16 ]    |
| 山口県         | 山口朝日放送（yab）          | テレビ朝日系列 | 2020年4月18日 - 2024年12月21日 | ○                  | ○                  | [ 17 ] [ 注 6 ]    |
| 香川県・岡山県 | 瀬戸内海放送（KSB）          | テレビ朝日系列 | 2019年10月5日 - 2024年12月21日 | ×                  | ○                  | [ 18 ]             |
| 福岡県         | 九州朝日放送（KBC）          | テレビ朝日系列 | 2024年10月5日 - 12月21日       | ×                  | ○                  | [ 注 9 ] [ 注 10 ] |
| 熊本県         | 熊本朝日放送（KAB）          | テレビ朝日系列 | 2019年4月27日 - 2024年12月21日 | ×                  | ○                  |                    |

### 過去のネット局
- 岩手県：岩手朝日テレビ（IAT）（2020年4月4日 - 2021年3月27日）[注 11]
- 山形県：山形テレビ（YTS）（2019年10月5日 - 2020年3月28日）
- 長野県：長野朝日放送（abn）（2019年4月27日 - 2023年3月25日）
- 広島県：広島ホームテレビ（HOME）（2019年10月5日 - 2021年3月27日）[注 12][注 13][注 14]
- 長崎県：長崎文化放送（NCC）（2023年4月1日 - 2024年9月28日）[注 15]
- 大分県：大分朝日放送（OAB）（2020年7月4日 - 2020年12月19日）

## スタッフ

### スタッフ（2024年10月19日 - 12月21日）
- ナレーター：鈴木賢、上田瞳（上田→2020年1月18日 - ）
- 構成：都築浩（都築→2024年4月13日 - ）、樋口卓治（樋口→2020年2月15日 - ）、中野俊成、志賀一也【毎週】、廣島功将、佐藤啓、後藤祐生、小竹和希【週替り】
- TM：小林恭大
- TD：平間隆啓、高橋広（共に以前はカメラ）【週替り】
- カメラ：藤井雄基、前田芽生、佐藤邦彦、保坂健一、北川雄介、山口秀太【週替り】
- VE：東那美、飯島崚太、田辺帆風、増田百穂、中川琴葉、小田菜々恵【週替り】
- 照明：森口花菜、大寶学、松原功幸、田中健一、越前充弘、木内聡、武内正信、弓削和幸、中本明人、田中雄哉、渡邉英明、岩崎響希【週替り】
- 音声：関文彦、吉田有希、猪俣晃、中田孝也、内野陽介【週替り】
- デザイン：飛田幸
- 美術進行：高崎絵織
- 装飾：藤本厳嶺
- 電飾：黒野堅太郎
- 大道具：大野絵理、佐々木里桜
- 小道具：塚谷将朗
- CG：高井梓
- 美術協力：Altopla、LUXMAN、GENEVA、Vixen（全部→2019年5月4日 - ）
- ヘアメイク：宮下梨沙
- スタイリスト：大村淳子
- TK：草野麻里、村田理実、吉条雅美【週替り】
- 編集：渡辺周一、奥村健也、伊与田拓海、楠田惣彦、田中宗一郎、加藤宣久（加藤→一時離脱→復帰）【週替り】
- MA：神山幸久
- 音効：佐藤卓嗣、田口弘記
- デスク：永野智子
- 編成：土井泰樹、安部旭紘
- 宣伝：平野三和
- 協力：ZOOM、東京オフラインセンター（共に一時離脱→復帰）
- 技術協力：CRAZY TV
- 動画な会
  - 構成︰羽柴拓
  - AP︰大田翔子、小田原実佑
  - ディレクター︰小野恵太、杉本龍成
  - 演出︰山本カンスケ
  - プロデューサー︰小泉美華（ドラゴンエンタテインメント）
- 企画工場な会
  - 企画演出︰岡村学、上山健太郎、辻󠄀智博、佐々木貴彦、細田翔太郎、秦一貴【週替り】
  - 企画・演出・プロデューサー︰近藤大輔【週替り】
  - 構成︰上野耕一郎/須毛原淳、谷口マサヒト/小杉四駆郎、内藤文能、吉川泰生、松田敬三、田中裕作、デーブ八坂、谷口雅人、あだち昌也【週替り】（小杉→一時離脱→復帰）
  - カメラ︰本郷智也、福島一憲、川本修平、山本啓太、磯光明、真田光【週替り】
  - 音声︰山本賢、松尾秀俊、山田莉子、川口雄平【週替り】
  - 音効︰古屋陸、伊藤美寿々、矢部公英、吉田比呂樹、久坂恵昭【週替り】
  - 技術協力︰コスモ・スペース、TSP、ヌーベルアージュ、MJ、株式会社BULLBULL、スタジオWELT【週替り】
  - AP︰今泰之、乙井良太、池原洋平、丸山莉世、木村日和、佐藤麻有、本山ひかる【週替り】
  - ディレクター︰鈴木大介、松浦直人、ふくち剛、小名大輝、青山敏雄、国玉靖仁、鈴木彰、川島圭太、樋口元朗、関根欧介、栗山裕次郎、小松聡、遠藤清明、長崎玲史、吹田雅信、野尻由紀子、川戸涼平、岡部大五郎、下村彩人、川島圭太【週替り】
  - チーフディレクター︰木津優、林大貴【週替り】
  - プロデューサー︰冨澤有人、境浩平、菅原悠平、竹山耕太郎、辰野玲、片山淳、勝部愛、加藤卓也、大橋豪、荻野健太郎（荻野→以前はプロデューサー→2019年10月5日 - 2021年9月まで演出→2021年10月2日 - 2022年3月までプロデューサー・演出→2022年4月9日 - 7月まで再びプロデューサー→2022年8月6日 - 2024年2月10日まで総合演出→一時離脱）、信永浩志、山本文隆、村松秀昭、小林久晃、藤井裕久、ふじもと創【週替り】
- 制作スタッフ：増谷直之、川崎紗菜、鈴木統子、藤田水紀、若林由麻、高橋羅夢、日髙比奈多、藤田智秋、鈴木柚菜、女屋実聖、坪井美哉、石橋七海、小林千紘、立花璃奈、不老結麻、西田鈴香、金田萌花、望月柊人、須賀達也、小谷真由、大野紗季【週替り】/丹羽敦子、阿部健士【毎週】（丹羽→2022年10月 - 、以前は2019年7月 - 2022年7月までプロデューサー→2022年8月6日 - 9月頃まで監修、阿部→2024年1月 - 、以前は2023年7月8日 - 12月頃までプロデューサー）
- AP：渡邊優子（ガスコイン・カンパニー、以前はアシスタントプロデューサー→キャスティング）【毎週】、小嶋悠介（一時離脱→復帰）、信澤梨乃（信澤→2022年10月8日 - ）、配藤麻衣（配藤→2024年1月頃 - ）【週替り】
- フロアディレクター：永澤浩也（フナヤ278）、松枝美沙（共に2022年6月11日 - 、永澤→以前は毎週D、松枝→以前は制作スタッフ）
- ディレクター：齋藤彰、吉本圭佑（daInaRI→D:COMPLEX）、藤原康隼（東通企画）、松本洋子（daInaRI）、関川智実（ハンター）、水谷眞也（ノンプロダクション）、井筒栄志（遊冒、一時離脱→復帰）、井上融（アクシーズ）、品田尚孝、松岡正樹、曽我和隆（PLATFORM）、奥村奈美、深代琢也、山本希江、大山藍、渡大空、佐伯浩平、吉倉瑞穂、安藤百香、勝部大輝、林大貴、櫻井優、岡田康行、杉本真宣、磯辺舘未来【週替り】（藤原・松岡・安藤・櫻井→以前は制作スタッフ）
- チーフディレクター：野口昌希、浦嵜優（以前はディレクター兼務）【週替り】
- 演出：井長英嗣（2021年10月2日 - ）、舟橋政宏（以前はチーフディレクター）
- P・演出：遠藤由一郎（2023年12月 - ）
- プロデューサー：前川譲（2023年12月 - 、以前は2022年8月6日 - 2023年7月までプロデューサー→2023年8月 - 11月までP・演出）、山口大輔（daInaRI→D:COMPLEX、以前はアシスタントプロデューサー→制作進行）、黒木明紀・新本あじあ（共にノンプロダクション、新本→2022年11月5日 - ）、辻美子（ハンター、以前はアシスタントプロデューサー）、和久津一成（ダブルアップ）、宮本清彦（東通企画、2024年4月6日 - ）
- ゼネラルプロデューサー：奥田創史
- 制作：テレビ朝日ビジネスソリューション本部 コンテンツ編成局第2制作部
- 制作著作：テレビ朝日

### 過去のスタッフ
- 企画：奥川晃弘
- 構成：渡辺佑欣、髙橋恭平、鈴木おさむ
- TM：高田格、久保田春記、宮内大翼
- カメラ：石渡剛、吉田千明、及川貴也、玉手康裕、青山和広、朝香昌男、古川雅之（古川→以前はTD）、藤井隆啓、村越一輝
- VE：木村朋宏
- 照明：武藤潤、伊藤直哉
- 音声：加藤翠、平井保、鈴木英典、藤本樹恒
- デザイン：森﨑絵美
- 美術進行：加藤正幸（加藤→2019年8月10日 - ）、亀井直子（亀井→以前はデザイン、一時離脱→復帰）
- 装飾：武村(宇都宮)沙織
- 大道具：瀬崎諒延、北詰真士、原和輝、青井真沙樹
- 小道具：鷲澤栄一
- ヘアメイク：石崎タツヤ、山内勝博
- TK：丸山和子
- 編成：岩井健太郎、山崎陽弘、沼田真明、岡村地郎、秋谷祥加、小宮立千、北田暢子、三浦靖雄、近藤洋史、泉良樹、大塚脩平、熊谷和也（三浦→一時離脱→復帰）
- 報道チーフ：辻英太郎、杉山貴弘
- 協力：東通企画
- 特別協力：ジャニーズ事務所
- 制作スタッフ：濱口拓也、岩名美月、叶野優奈、馬場晶菜、宮城さんご、櫻井琴子、大加瀬智鈴、伊藤来未、伊藤くるみ、勝家晴彦、島丈朗、渡辺一行、小川大稀、山田直輝、グエンゴックカイン、郭喬、孫祥云、小野寺広人、宮脇拓平、岩城渚、内田美有紀、坪井彩加、瀧本星、石井雄介、佐溝昭彦、横田優里奈、太田南渚子、菊地怜、矢作愛、椎光平、下村健太、吉（古）矢みのり、川名智也、森本楓（かえで）、大倉康平、高橋泰崇
- アシスタントプロデューサー：川原布友美
- ディレクター：今村光宏、亀崎裕介、柴田大輔、増井政憲、中村裕紀、中島賢一、木村雄太、高木快郎、櫻田直輝、狩野紀明、江口英雄、伊藤暁、新岡隆一、松原まりも、関口周、松原孝二、小倉大輔、永井裕史、佐藤大輔、川岸昌嗣、鎌田紀洋、鶴田哲朗、内原弘二、市川潤
- チーフディレクター：津田克久（2019年10月5日 - 、ユーコム）、山口貴由（山口→以前はディレクター）
- 演出：畠中洋介（2021年4月3日 - 2023年7月）
- プロデューサー：佐藤尚子（2019年10月5日 - ）、山田健史、服部陽一（服部→2021年8月7日 - 2022年7月）、陳中文（陳→2022年8月 - 2023年6月、以前は報道チーフ）、大沢解都（大沢→2022年7月 - 2023年11月）、小川真紀（小川→2022年8月6日 - 2024年5月）、市岡まさひこ（トップシーン）、稲垣哲也（ユーコム）、白髭晋二・菊地翔（共に東通企画、菊地→以前はディレクター）、尾越功（ハンター）、渡辺紘子・井上裕次（共にテレバイダー、井上→2022年8月27日 - ）

## 関連番組
- どうぶつな会〜中居正広と動物…初めての触れ合いの巻（2020年9月17日、テレビ朝日）
- 中居正広のダンスな会（2021年3月6日・2022年1月29日、テレビ朝日）
- さよなら大好きな場所（2024年4月5日、テレビ朝日）
  - さよなら大好きな店（2024年9月14日、テレビ朝日）

## 関連商品
キャラクターデザインを劇団ひとり、文を古市憲寿、監修(第1弾)・監修＆キャラクター原案(第2弾、第3弾)を中居正広が行なって番組から絵本を刊行している。
- ♪ピンポンパンポンプー（第1弾、マガジンハウス、2020年11月26日。ISBN 978-4838731176）
- パリン グリン ドーン（第2弾、マガジンハウス、2022年6月30日。ISBN 978-4838732036）
- Wピース なさいくん（第3弾、マガジンハウス、2024年4月19日。ISBN 978-4838732654）
- Wピース のんちゃんびりーくん（第3弾、マガジンハウス、2024年4月19日。ISBN 978-4838732661）